# Dylan Walczyk
Dylan Walczyk (ur. 25 czerwca 1993 w Rochester) – amerykański narciarz dowolny, specjalizujący się w jeździe po muldach.
W zawodach Pucharu Świata zadebiutował 18 marca 2012 roku w Megeve, gdzie zajął 20. miejsce w muldach podwójnych. Tym samym już w debiucie zdobył pierwsze pucharowe punkty. Na podium zawodów tego cyklu pierwszy raz stanął 17 stycznia 2013 roku Lake Placid, kończąc rywalizację w jeździe po muldach na trzeciej pozycji. Wyprzedzili go jedynie Kanadyjczyk Mikaël Kingsbury i kolejny reprezentant USA - Patrick Deneen. W sezonie 2020/2021 zajął dziesiąte miejsce w klasyfikacji generalnej. W 2022 roku wystąpił na igrzyskach olimpijskich w Pekinie, gdzie zajął 16. miejsce. Był też między innymi ósmy w jeździe po muldach i szesnasty w muldach podwójnych na mistrzostwach świata w Deer Valley w 2019 roku.

## Osiągnięcia

### Igrzyska olimpijskie
| Miejsce | Dzień    | Rok  | Miejscowość | Konkurencja      | Zwycięzca       |
| ------- | -------- | ---- | ----------- | ---------------- | --------------- |
| 16.     | 5 lutego | 2022 | Pekin       | Jazda po muldach | Walter Wallberg |

### Mistrzostwa świata
| Miejsce | Dzień    | Rok  | Miejscowość   | Konkurencja      | Zwycięzca          |
| ------- | -------- | ---- | ------------- | ---------------- | ------------------ |
| 14.     | 6 marca  | 2013 | Voss          | Jazda po muldach | Mikaël Kingsbury   |
| 21.     | 8 marca  | 2013 | Voss          | Muldy podwójne   | Alexandre Bilodeau |
| 19.     | 8 marca  | 2017 | Sierra Nevada | Jazda po muldach | Ikuma Horishima    |
| 20.     | 9 marca  | 2017 | Sierra Nevada | Muldy podwójne   | Ikuma Horishima    |
| 8.      | 8 lutego | 2019 | Deer Valley   | Jazda po muldach | Mikaël Kingsbury   |
| 16.     | 9 lutego | 2019 | Deer Valley   | Muldy podwójne   | Mikaël Kingsbury   |
| 10.     | 8 marca  | 2021 | Ałmaty        | Jazda po muldach | Mikaël Kingsbury   |
| 18.     | 9 marca  | 2021 | Ałmaty        | Muldy podwójne   | Mikaël Kingsbury   |

### Puchar Świata

#### Miejsca w klasyfikacji generalnej
- sezon 2012/2013: 34.
- sezon 2013/2014: 104.
- sezon 2014/2015: 42.
- sezon 2015/2016: 52.
- sezon 2016/2017: 104.
- sezon 2017/2018: –
- sezon 2018/2019: 74.
- sezon 2019/2020: 77.

Od sezonu 2020/2021 klasyfikacja jazdy po muldach jest jednocześnie klasyfikacją generalną.
- sezon 2020/2021: 10.
- sezon 2021/2022: 13.

#### Miejsca na podium w zawodach
1. Lake Placid – 17 stycznia 2013 (jazda po muldach) – 3. miejsce
2. Deer Valley – 10 stycznia 2015 (muldy podwójne) – 2. miejsce